# خاطرات ملکه پهلوی
خاطرات ملکه پهلوی یا خاطرات تاج‌الملوک نام کتابی است جعلی منسوب به تاج‌الملوک آیرملو همسر نخست رضاشاه پهلوی و مادر محمد رضاشاه پهلوی که تاکنون در چندین نسخه تجدید چاپ شده است. مصاحبه‌کنندگان این کتاب ملیحه خسروداد و تورج انصاری و محمدعلی باتمانقلیج بوده و توسط مؤسسه انتشارات به آفرین به چاپ رسیده است.

## جعلیت کتاب
برخی منابع، اسکندر دلدم را به عنوان جاعل این کتاب معرفی کرده‌اند.
فرح دیبا همچنین در مصاحبه‌ای گفته است: «باید به هموطنانم یادآوری کنم که ظاهراً کتاب‌های زیادی به اسم من، مادرم، ملکه مادر و برادران شاه، در جمهوری اسلامی چاپ می‌شود که همه ساختگی است. کتاب دخترم فرح که به اسم مادرم چاپ شده جعلی است و مادرم هرگز خاطراتی ننوشت. تازه در این کتاب نوشتند ترجمه انگلیسی، که مادرم هیچ‌گاه انگلیسی صحبت نمی‌کرد. اسم خانمی هم که به عنوان مترجم نوشته‌اند اصلاً چنین مترجمی و چنین ناشری در انگلیس وجود ندارد. من خواستم این مسئله را هم وطنانم بدانند.»
عبدالله شهبازی، نویسنده، مورخ و پژوهشگر ایرانی ضمن جعلی دانستن کتاب دخترم فرح گردآورنده آن را فردی معین با اهداف «سودجویانه» خوانده که به جعل کتب خاطرات به‌نام برخی چهره‌های سرشناس دوران پهلوی دست می‌زند. عبدالله شهبازی همچنین با انتقاد از وزارت ارشاد به خاطر صدور مجوز می‌گوید «این فرد بعد از کتاب دخترم فرح، خاطراتی به نام تاج‌الملوک پهلوی (مادر محمدرضا شاه پهلوی) به بازار عرضه کرده و بعد هم خاطراتی به نام اردشیر زاهدی منتشر کرده است.»
یعقوب توکلی، محقق و مورخ و استاد دانشگاه در مطلبی می‌افزاید:در مواردی شاهد جعل در تاریخ‌نگاری تجاری نویسان هستیم؛ هر چند ما نمی‌توانیم کسی را متهم نمائیم، اما توجه به ادبیـات تجـاری نویسی در کتاب‌های تاریخی کشور را نمی‌توانستیم نادیده بگیریم و رضایت دهیم هر نوشته‌ای تبدیل به متن تاریخی شود و مورد استفاده قرار گیرد. کتاب دخترم فرح از جمله کتاب‌هایی است که به‌طور چشم‌گیری در ایران به فروش رفت و مورد اعتنا واقع شد و حداقل، حدود هشت بار تجدید چاپ شده است، اما به این موضوع کمتر توجه شده است که کتابی که در ایران آن قدر به فروش رفت، اساساً جعلی است. چرا که نویسنده این کتاب مشخص نیست و واضح است که خانم فریده دیبا مادر فرح این اطلاعات را نداشته است. ایشان مطالبی را در این کتاب عنوان کرد که مثلاً افرادی چون ارتشبد فردوست یا ارتشبد طوفانیان به عنوان یک چهره امنیتی اطلاعاتی، بدان دسترسی داشته‌اند. یکی از ویژگی‌های این دسته از تاریخ نویسان بحث تاریخ سازی و جعل تاریخ است که متأسفانه به نوعی در بخش‌های مختلف این کتاب‌ها وجود دارد. کتاب دخترم فرح‌ که تا حدود زیادی طی سال‌های اخیر در بورس کارهای تاریخی بوده، همچون خاطرات تاج الملوک کاملاً جعلی است و هیچ سندی برای این‌که این کتاب توسط خانم فریده دیبا به عنوان مادر فرح یا تاج الملوک نوشته شده باشد در دست نیست. واقعیت قصه این است که در جامعه، این دسته از کتاب‌ها را از حوزه تاریخ‌نگاری و منابع قابل استناد خارج نکردند و خارج از تاریخ نمی‌دانند به این دلیل که بعضی معتقدند برخی از مفاسد رژیم پهلوی را نمی‌توانیم بیان کنیم، بگذارید کسان دیگر بگویند. از این رو، این آثار گسترش می‌یابند.
خسرو معتضد تاریخ‌نگار در ارتباط با کتاب خاطرات ملکه پهلوی عنوان داشته:محقق محترم آقای رسولی که این مصاحبه را با خانم عصمت الملوک دولتشاهی انجام داده در این قسمت نقل قولی از خاطرات منتسب به ملکه تاج الملوک پهلوی همسر رضا شاه که در ایران نشر یافته، کرده است. از آنجا که نویسنده (معتضد) کتاب خاطرات ملکه پهلوی (تاج‌الملوک) را مشکوک و حتی مجعول می‌داند؛ زیرا تاج الملوک در دوران اخیر حیات خود دچار بیماری آلزایمر بود و قادر به سخن گفتن نبود از ذکر این نقل قول خودداری کردم. به نظر نمی‌رسد اصلاً چنین مصاحبه‌ای انجام شده باشد و ملکه پهلوی چنان مطالبی بیان کرده باشد.